# 路德维希·格辛
路德维希·格辛（德語：Ludwig Gössing，1938年5月13日—），德国男子马术运动员。他曾代表西德参加1968年和1972年夏季奥林匹克运动会马术比赛，其中1972年奥运会获得一枚铜牌。